# Septembre 1846

## Événements
- Les Mexicains se soulèvent à Los Angeles et forcent la garnison américaine de la ville à se rendre. Le général Stephen Kearny arrive en renfort et reprend la ville en janvier 1847 après une bataille sanglante.
- Septembre-octobre : Alexis de Tocqueville prend contact avec Adolphe Billault et Jules Dufaure pour créer une « jeune gauche».

- 2 septembre : Honoré de Balzac séjourne à Mayence avec Ewelina Hańska.

- 4 septembre, France : fin de la session extraordinaire et convocation de la session ordinaire au 11 janvier 1847.

- 10 septembre, France :
  - Victor Hugo visite la Conciergerie.
  - Gobineau épouse Clémence-Gabrielle Monnerot Destourelles à Saint-Philippe du Roule. Les témoins de Gobineau sont Courtais et Hercule de Serre.

- 11 septembre, Belgique : création de la société anonyme dénommée Grande compagnie du Luxembourg, autorisée par l'arrêté du 1er octobre 1846[1], publié dans le moniteur du 10 octobre 1846, signé par le roi Léopold Ier de Belgique.

- 14 septembre : proclamation de Charles de Bourbon à Bourges. Début de la seconde guerre carliste (1846-1849) : soulèvement au Pays basque et en Catalogne conduit par le second don Carlos, Charles VI Louis, fils aîné du premier.

- 15 septembre : vendanges précoces dans le Nord de la France.

- 19 septembre : apparitions de Notre Dame de la Salette

- 21 - 24 septembre : bataille de Monterrey.

- 23 septembre : l'astronome allemand Johann Galle découvre la planète Neptune.

- 24 septembre, France : ordonnance royale portant autorisation de la Compagnie du chemin de fer de Bordeaux à Cette.

- 28 septembre : le duc de Monpensier quitte Paris pour l'Espagne afin d'épouser l'infante d'Espagne.

- 29 septembre : Honoré de Balzac achète la Folie Beaujon, rue Fortunée, à Paris, (qui deviendra rue Balzac) pour sa future épouse Ewelina Hańska.

- 30 septembre, Paris : émeute au faubourg Saint-Antoine à cause de la cherté du pain. Troubles au faubourg Saint-Antoine. La troupe rétablit l'ordre.

## Naissances
- 10 septembre : Paul Hallez (mort en 1938), zoologiste français.
- 16 septembre : Seth Carlo Chandler (mort en 1913), astronome américain.

## Décès
- 16 septembre : Heinrich Menu von Minutoli (né en 1772), général et explorateur prussien.
- 21 septembre : Charles Derosne (né en 1780), chimiste et industriel français.